# Distrito de Tripura occidental
Tripura occidental (en bengalí: পশ্চিম ত্রিপুরা জেলা) es un distrito de la India en el estado de Tripura. Código ISO: IN.TR.WT.
Comprende una superficie de 2997 km².
El centro administrativo es la ciudad de Agartala. Dentro del distrito se encuentra la localidad de Chandigarh.

## Demografía
Según censo 2011 contaba con una población total de 1724619 habitantes, de los cuales 846 689 eran mujeres y 877 930 varones.